# Tốc độ quỹ đạo
Tốc độ quỹ đạo hay tốc độ vũ trụ cấp I là tốc độ một vật cần có để nó chuyển động theo quỹ đạo tròn gần bề mặt của một hành tinh hay thiên thể chủ. Nó cũng là tốc độ tối thiểu của một vệ tinh phải có để không bị rơi xuống bề mặt thiên thể chủ. Nguyên nhân giúp vệ tinh đó tiếp tục chuyển động trên quỹ đạo mà không rơi vào bề mặt hành tinh chính là sự cân bằng giữa lực hấp dẫn và lực quán tính li tâm do vật chuyển động tròn có được. Một cách nói khác, khi xét hệ qui chiếu gắn với thiên thể chủ, lực hấp dẫn đóng vai trò là lực hướng tâm giúp vật chuyển động tròn.
Từ điều kiện lực hấp dẫn bằng lực quán tính ly tâm, ta suy ra:
{\displaystyle mg={\frac {mv^{2}}{R}}}
{\displaystyle v={\sqrt {gR}}}
Ở đây:
- v là tốc độ bay trên quỹ đạo của vật thể
- m là khối lượng vật thể
- g là gia tốc trọng trường gây ra bởi thiên thể chủ gần bề mặt
- R là bán kính thiên thể chủ

Với Trái Đất thì vận tốc vũ trụ cấp 1 xấp xỉ bằng 7,9 km/s:
{\displaystyle v={\sqrt {9,80\,\mathrm {m/s^{2}} \cdot 6378\,\mathrm {km} }}}
{\displaystyle v=7,9\,\mathrm {km/s} }
Chú ý, gia tốc trọng trường g có thể được tính theo công thức định luật vạn vật hấp dẫn của Newton:
{\displaystyle g={\frac {GM}{R^{2}}}~9.806\,\mathrm {m/s^{2}} }
với G là hằng số hấp dẫn và M là khối lượng thiên thể chủ.
Những vật chuyển động với tốc độ lớn hơn tốc độ vũ trụ cấp 1 nhưng nhỏ hơn tốc độ vũ trụ cấp 2 cũng vẫn sẽ chuyển động quanh hành tinh nhưng với quỹ đạo hình elip.